# Oscar Wilhelm Eugen Storm
Oscar Wilhelm Eugen Storm (21. juni 1838 i Rendalen—30. marts 1915 i Horten) var en norsk overlods. Han var bror til Johan og Gustav Storm samt fætter til Vilhelm og Martin Luther Storm.
Storm var fra 1868 konstitueret og fra 1876 fast lodsoldermand i Horten, hvor han siden 1877 er havnefoged og siden 1894 mønstringsmand. 1877—98 var han medlem af Hortens formandskab og ordfører 1893—98. Storm har udgivet en række lærebøger i navigation, hvorhos han, særlig i 1880-årene, deltog meget i det politiske liv, blandt andet med en udredning Om flaget (1893). 